# Responsible Young Drivers
Responsible Young Drivers (afgekort RYD) is een Europese organisatie gesticht in België. De vrijwilligersorganisatie bestaat uit jongeren tussen 17 en 29 jaar, die andere jongeren (maar ook ouderen) willen sensibiliseren tot verantwoord rijgedrag, met als doel het aantal weekenddoden te reduceren. In tegenstelling tot andere organisaties willen ze de jongeren niet choqueren maar eerder sensibiliseren. De organisatie werd opgericht eind 1989 en is gevestigd in Brussel, maar met vrijwilligersgroepen in elke provincie.
De vereniging ontvangt logistieke steun van zijn partners en haalt zijn financiering uit het verzorgen van sensibiliseringsacties.
De organisatie werd opgericht door Thierry Moreau de Melen nadat zijn zoon, Tanguy, om het leven kwam in een verkeersongeval. Van een vereniging bestaande uit het gezin en vrienden groeide het uiteindelijk uit tot een vereniging met meer dan 500 vrijwilligers. De vereniging voert een 150-tal acties per jaar, zoals informatiecampagnes en alcoholcontroles aan fuiven en discotheken, het thuisbrengen van feestvierders op oudejaar en Nieuwjaar, vormingssessies in scholen om jongeren te bereiken, affiches en allerlei andere sensibiliseringsacties, zoals de Europese Nacht Zonder Ongevallen die elke derde zaterdag van oktober plaatsvindt.